# HMS Amethyst (F116)
«Аметист» (англ. HMS Amethyst (F116) — військовий корабель, шлюп типу «Модифікований Блек Свон» Королівського військово-морського флоту Великої Британії за часів Другої світової війни.

## Історія створення
Шлюп «Аметист» був закладений 25 березня 1942 року на верфі компанії Alexander Stephen and Sons у Говані. 7 травня 1943 року він був спущений на воду, а 2 листопада 1943 року увійшов до бойового складу Королівських ВМС Великої Британії.

## Історія служби
Під час Другої світової війни «Аметист» використовувався переважно для протичовнового патрулювання та супроводу конвоїв і поодиноких суден. Вважалося, що 16 січня 1945 року «Аметист» разом зі шлюпами «Старлінг», «Пікок», «Гарт» і фрегатом «Лох-Креггі» потопив німецький підводний човен U-482 у Північному каналі. Але, після війни Британське адміралтейство відкликало цю заслугу після ретельного вивчення події
20 лютого 1945 року він атакував і потопив глибинними бомбами підводний човен U-1276, який в Північній Атлантиці, на південь від Уотерфорда щойно потопив корвет класу «Флавер» «Вервейн», при цьому загинуло 60 членів екіпажу британського корабля. Затоплення ворожого підводного човна призвело до загибелі всіх 49 членів екіпажу.
20 квітня 1949 року «Аметист» виконував завдання на території Китаю. Корабель рушив вгору за течією Янцзи із Шанхаю до Нанкіну, щоб змінити есмінець «Консорт», що охороняв британське посольство. Але, фрегат вступив у збройне протистояння із силами народно-визвольної армії Китаю в нижній течії Янцзи.
1957 року вийшов фільм «Інцидент на Янцзи» за подіями зіткнення.